# Социосексуална оријентација
Социосексуална оријентација или социосексуалност је жеља за ступање у сексуалне односе изван привржене везе и разликује се од особе до особе. Појединци са ограниченијом социосексуалном оријентацијом имају мању жељу да упражњавају необавезан секс; они теже великој љубави, оданости и емоционалној блискости пре него што имају секс са љубавним партнерима. Особе са мање ограниченом социосексуалном оријентацијом чешће ступају у необавезан и опуштенији су по питању секса без љубави, препуштања или осећаја близине.

## Мерења/анализа
Прерађен Попис Социосексуалне Оријентације (SOI-R) је осмишљен да измери социосексуалност, где се висок разутат SOI повезује са неограниченом оријентацијом, док ниски резултати SOI представљају ограниченију оријентацију. SOI-R такође омогућава појединачну процену три аспекта социосексуалности: понашање, став и жеље.

## Сексуална оријентација и полне разлике
Мушкарци теже ка вишим SOI разултатима и неограниченији су од жена широм различитих култура. Како год, постоји већа разлика у резултатима у сваком полу појединачно него између мушкараца и жена, указујући на то да је просечан мушкарац мање ограничен од просечне жене, социосексуална оријентација може варирати код појединаца без обзира на пол.
Бисексуалне жене имају значјно већу неограниченост и социосексуалне ставове и од лезбијки, и од хетеросексуалних жена. Бисексуалке такође имају најизраженију неограниченост у социосексуалном понашању, а затим иду лезбијке и на крају хетеросексуалке. Гејеви и бисексуални мушкарци су слични хетеросексуалним мушкарцима по социосексуалним ставовима, ту показују релативно неограничене ставове повезне са женама. Ипак, геј мушкарци су најнеограниченији у социосексуалном понашању, праћени бисексуалним, а потом хетеросексуалним мушкарцима. Ово може бити јер геј мушкарци имају више шанси за проналажење партнера који желе кракторочне везе и необавезан секс.
Неограничена социосексуалност је повезана са раним животним искуством секса, чешћом сексуалном активношћу и већим бројем сексуалних партнера. Неограничени мушкарци теже ка већем прихватању митова о силовању, претходне сексуалне агресије и конзервативнијем гледишту жена од ограничених мушкараца. Неограничене жене имају више сексуалних фантазија које укључују поседовање моћи и контроле над другом особом и ниже нивое сексуалне конзервације од ограничених жена.

## Индивидуалне разлике
Индивидуе које су социосексуално неограничени имају тенденцију да постижу боље резултате на тестовима екстровертности,  , имају већу отвореност ка новим искуствима,  , импулсивнији су, спремни на ризик, склонији су томе да се не везују ѕа друге, и, имају већу вероватноћу да ће избегавати везивање за друге ,    и постићиће више на цртама тамне тријаде: нарцизам , психопатија , макијавелизам.   Код жена, социосексуална неограниченост је повезана са већим маскулинитетом  , а висока самоконтрола је карактеристична за особе са неограниченом социосексуалношћу, без обзира на пол или сексуалну оријентацију. .
Појединци који имају интризичну релоигиозну оријентацију (религија као крај) имају тенденцију да буду социосексуално ограничени, док они са екстризичном религијском оријентацијом(религија као средство за постизање нерелигијских циљева) теже ка неограниченој социосексуалности. 

## Тенденције парења

### Мотиви
Социосексуално неограничене жене су више мотивисане да се упусте у необавезан секс него социосексуално ограничене жене, јер виде више користи повезаних са краткорочним парењем. Ово укључује сексуалне бенефите (нпр. искуство новог партнера) , користи од ресурса (нпр.добијање скупоцених поклона) , као и побољшање вештина завођења. Социосексуалност није повезана са краткорочним користима за мушкарце.
Када се гледају атрактивни  женски модели, неограничени мушкарци су више заинтересовани за њен  физички изглед , док ограничени мушкарци показују више интересовања за друштвене особине које атрактивне жене поседују. Неограничене жене наводе више интересовања за популарност атрактивних мушких модела и мање су заинтересоване за мушкарчеву вољу да се обавежу, када се пореде са ограниченим женама.
 

### Преференце у парењу
Мушкарци и жене с неограниченом социосексуалном оријентацијом виде краткорочне партнере с већим сексуалним искуством као пожељнијим, док ограничене жене перципирају сексуално неискуство партнера као пожељне. 
Неограничени појединци стављају већу важност на физичку и сексуалну привлачност партнера, док ограничени појединци наглашавају оне особине које указују на добре родитељске и личне квалитете (нпр. љубазна, одговорна, верна).   Оцењивање сексуалне атрактивности је више варијабилна у неограниченим мушкарцима него у ограниченим мушкарцима.
Индивидуе су у стању да тачно одреде социосексуалну оријентацију технолошки креираних, али и реалних лица, јер са неограниченом социосексуалношћу повезују женска лица са већом атрактивношћу, а мушка лица са већом маскуларношћу. Жене имају тенденцију да теже ка мушким лицима која су повезана са ограниченом социосексуалносцу, док мушкарци преферирају женино лице које изгледа као социосексуално неограничено; односећи се и на краткорочне и дугорочне партнере. .

### Интеракције са другима
Жене које су социосексуално неограничене свакодневно имају више друштвених контаката са мушкарцима него жене које су социосексуално ограничене. Међутим, када се говори о пријатељству (неромантичном), појединци који су неограничене сматраће га мање задовољавајућим и нижег квалитета него ограничени појединци. Неограничени појединци такође чешће сматрају да су варање или невера прихватљиви под одређеним условима (нпр. Када су укључени у лош однос), те су често укључени у више варања од ограничених појединаца.  Однос између социосексуалне оријентације и невере је посредован преданошћу, што значи да неограничени појединци могу варати јер су мање предани свом партнеру него ограниченим појединци. 

## Хормони
Појединци који су у романтичној вези, обично имају нижи ниво тестостерона од појединаца који су сами. Међутим, утврђено је да се то примењује само на појединце који имају ограничену социосексуалну оријентацију. Ниво тестостерона мушкараца и жена у партнерству, неограниченог социосексуалног статуса је сличнији нивоу самаца .  

## Култура
У регионима који пате од високог  преовладавања инфективних  болести, и код мушкараца и код жена, забележен је нижи ниво социосексуаности, као цена непажљивог стила живота (тј. неограничености) који може надмашити предности.

## Уплитања
Поседовање неограничене социосексуалне оријентације, у Америчким примерцима, повећава вероватноћу добијања сина 12 – 19%.  Ово се може објаснити уопштеном Триверс-Вилардовом хипотезом, која тврди да ће родитељи, који поседују неку наследну особину која поспешује мушки репродуктивни успех више од женског,  имати више синова, а имаће више ћерки уколико поседују особине које повећавају женски репродуктивни успех више од мушког. Пошто неограничена социосексуалност повећава репродуктивну способност синова више него ћерки (као сто мушкарци имају потенцијал да имају више потомства кроз необавезне односе) неограничени родитељи имају више него очекивану пропорцију пола потомака (више синова).

## Релевантне теорије

### Теорија родитељског улагања
Према теорији родитељског улагања, пол који улазе више у  потомке тежи да буде више дискриминисан И висе социосексуално ограницен (углавном жене, услед трудноће, рођења детета или лучења млека). У години, жена може да роди једном (осим у случају вишеструке трудноће), без обзира на број партнера који је имала, док мушкарци потенцијално могу имати више деце него жена са којима су спавали услед вишеструке трудноће.  
Дакле, жене би требало да буду селективније и ограниченије како би имале децу са партнерима који поседују добре гене и изворе, који могу обезбедити потенцијал  потомству.  Мушкарци, како год, могу повећати своју репродуктивну способност тако што ће бити неограничени и имати много деце са много жена. Према томе, пошто мушкарци не морају да улажу тако пуно физички (без трудноће), они су склони да имају више неограничених социосексуалних оријентација. 

### Теорија односа полова
Оперативни однос полова је број сексуално конкуретних мушкараца наспрам сексуално конкурентних жена у локалном окружењу. Висок однос полова указује на то да је више мушкараца него жена доступно, док низак однос полова подразумева да је више жена него мушкараца сексуално доступно. Високи односи полова (више мушкараца) су повезани са нижим SOI резултатима (више ограничених социосексуалних оријентација), као мушкарци морају да задовоље женске преференце за дугорочне моногамне односе ако се ефикасно такмице за ограничен број жена. Ниски односи полова (више жена) су у узајамној вези са више неограничених социосексуалности, као што мушкарци могу да приуште  захтевање више необавезних односа ако су релативно ретки и у потражњи. 

### Теорија стратегијског плуралиѕма
Стратегијски плурализам говори да су жене развијене да процене мушкарце кроз две димензије: њихов потенцијал да буду добри даваоци потомства и њихов степен генетског квалитета. 
Локално окружење је утицало на то који су друштвени карактери били преферирани од стране жена. У захтевним окружењима где је брига оба родитеља била пресудна за преживаљавање новорођенчета, требало би да жене више вреднују добре родитељске квалитете, наводећи мушкарце да усвоје ограниченију социосексуалну оријентацију и улажу више у своје потомство како би помогли деци да преживе. У  срединама у којима преовлађују болести, добри гени који ће помоћи потомству да се одупре патогенима би требало да буду приоритетни женама, наводећи здраве мушарце да буду социосексуално неограничени да би пренели своје гене на многа потомства. 

### Теорија друштвене структуре
Према теорији друштвене структуре, подела рада и друштвена очекивања воде до разлика међу половима у социосексуалности. У културама са тардициноланијим родним улогама (где жене имају мање слободе од мушкараца) разлике међу половима у социосексуалној оријентацији су веће. У овим заједницама, где жене имају мањи приступ моћи и новцу од мушкараца, очекивано је да би жене требало да буду више сексуално ограничене и да имају сексуалне односе само са мушкарцима са којима су у обавезујућем односу, док мушкарци могу бити сексуално неограничени ако желе. У равноправнијим друштвима, где мушкарци и жене имају једнак  приступ моћи и новцу, полна разлика у социосексуалности је мање изражена, док појединци могу узети друштвену улогу другог пола.